# Терехин, Евгений Евгеньевич
Евгений Евгеньевич Терехин (род. 6 мая 1958) — советский и российский дипломат. Чрезвычайный и полномочный посол (2023).

## Биография
Окончил МГИМО МИД СССР (1981). На дипломатической работе с 1981 года. Владеет амхарским, английским и французским языками.
В 2000—2002 годах — начальник отдела в Четвёртом департаменте стран СНГ МИД России.
В 2002—2006 годах — советник-посланник Посольства России в Эфиопии.
В 2006—2010 годах — главный советник Департамента по работе с соотечественниками за рубежом МИД России.
В 2010—2015 годах — советник-посланник Посольства России в Кыргызстане.
В 2015—2019 годах — заместитель директора Третьего департамента стран СНГ МИД России.
С 27 марта 2019 года — чрезвычайный и полномочный посол Российской Федерации в Эфиопии и полномочный представитель при Африканском союзе в Аддис-Абебе по совместительству.

## Награды
- Медаль ордена «За заслуги перед Отечеством» II степени (24 января 2018) — За большой вклад в реализацию внешнеполитического курса Российской Федерации[2].

## Дипломатический ранг
- Чрезвычайный и полномочный посланник 2 класса (16 июля 2012)[3].
- Чрезвычайный и полномочный посланник 1 класса (2 октября 2020)[4].
- Чрезвычайный и полномочный посол (9 февраля 2023)[5].